# Maximilian Falck
Maximilian Falck (Berlim, 1865— Nova Friburgo, RJ, ) foi um empresário da industria têxtil de Nova Friburgo de dupla nacionalidade alemã e brasileira.
Imigrou para o Brasil em 1891 como funcionário do banco Brasilianische Bank Für Deutschland. Em 10 de julho de 1912, juntamente com William Peacock Denis, inicia o que se tornará na Fábrica Ypu em um galpão ás margens do Rio Santo Antônio em Nova Friburgo.
A Rua Maximilian Falck em Nova Friburgo recebeu esse nome em sua homenagem.